# Блумфилд (тауншип, Миннесота)
Блумфилд (англ. Bloomfield) — тауншип в округе Филмор, Миннесота, США. На 2000 год его население составило 414 человек.

## География
По данным Бюро переписи населения США площадь тауншипа составляет 92,5 км², из которых 92,4 км² занимает суша, а 0,1 км² — вода (0,08 %).

## Демография
По данным переписи населения 2000 года здесь находились 414 человек, 146 домохозяйств и 122 семьи. Плотность населения — 4,5 чел./км². На территории тауншипа расположено 157 построек со средней плотностью 1,7 построек на один квадратный километр. Расовый состав населения: 99,03 % белых, 0,24 % афроамериканцев, 0,48 % азиатов и 0,24 % приходится на две или более других рас.
Из 146 домохозяйств в 39,7 % воспитывались дети до 18 лет, в 79,5 % проживали супружеские пары, в 2,1 % проживали незамужние женщины и в 16,4 % домохозяйств проживали несемейные люди. 15,1 % домохозяйств состояли из одного человека, при том 6,2 % из — одиноких пожилых людей старше 65 лет. Средний размер домохозяйства — 2,84, а семьи — 3,17 человека.
28,7 % населения — младше 18 лет, 5,8 % — в возрасте от 18 до 24 лет, 28,3 % — от 25 до 44, 21,7 % — от 45 до 64, и 15,5 % — старше 65 лет. Средний возраст — 37 лет. На каждые 100 женщин приходилось 110,2 мужчин. На каждые 100 женщин старше 18 приходилось 110,7 мужчин.
Средний годовой доход домохозяйства составлял 47 813 долларов, а средний годовой доход семьи — 51 750 долларов. Средний доход мужчин — 30 000 долларов, в то время как у женщин — 29 107. Доход на душу населения составил 20 577 долларов. За чертой бедности находились 2,4 % семей и 5,4 % всего населения тауншипа, из которых 8,8 % младше 18 лет.